# Ганжівка
Ганжі́вка — село в Україні, у Кобеляцькій міській громаді Полтавського району Полтавської області. Населення становить 342 осіб.

## Географія
Село Ганжівка знаходиться на правому березі річки Кобелячка, вище за течією примикає село Мідянівка, нижче за течією на відстані 1,5 км розташоване місто Кобеляки. Поруч проходить автомобільна дорога Н31.

## Історія
12 червня 2020 року, відповідно до розпорядження Кабінету Міністрів України № 721-р «Про визначення адміністративних центрів та затвердження територій територіальних громад Полтавської області», село увійшло до складу Кобеляцької міської громади.
19 липня 2020 року, в результаті адміністративно - територіальної реформи та ліквідації Кобеляцького району, село увійшло до складу новоутвореного Полтавського району Полтавської області.

## Економіка
- Кобеляцький цегельний завод.